# Un día en suburbia
Un día en suburbia es el cuarto LP de Nach, editado en el año 2008.

## Lista de canciones
1. Amanece
2. Mil vidas
3. El juego del rap (con ZPU)
4. Esclavos del destino
5. Ángel
6. Efectos vocales
7. Nada ni nadie
8. Sr. Libro y Sr. Calle (con All day green)
9. Héroes (con Abram)
10. El amor viene y va
11. Infama
12. Quiz Show
13. Vive (mientras puedas)
14. Rapkour (con Cres)
15. Los años luz (con Diana Feria)
16. Anochece + Manifiesto (Hidden track)

- Datos: Q6155502